# Маурицијус на Светском првенству у атлетици у дворани 2014.
Маурицијус је учествовао на Светском првенству у атлетици у дворани 2014. одржаном у Сопоту од 7. до 9. марта. Репрезентацију Маурицијуса на њеном једанаестом учествовању на светским првенствима у дворани представљао је један атлетичар који се такмичио у трци на 60 метара.,
На овом првенству Маурицијус није освојио ниједну медаљу али је остварен лични рекорд.

## Учесници
Мушкарци:
- Jean Thierie Ferdinand — 60 м

## Резултати

### Мушкарци
| Атлетичар              | Дисциплина | Лични рекорд | Квалификације | Квалификације | Полуфинале           | Полуфинале           | Финале               | Финале       | Детаљи |
| Атлетичар              | Дисциплина | Лични рекорд | Резултат      | Место         | Резултат             | Место                | Резултат             | Место        | Детаљи |
| ---------------------- | ---------- | ------------ | ------------- | ------------- | -------------------- | -------------------- | -------------------- | ------------ | ------ |
| Jean Thierie Ferdinand | 60 м       | 7,05         | 6,98 кв, ЛР   | 7. у гр. 1    | Није се квалификовао | Није се квалификовао | Није се квалификовао | 35 / 43 (44) |        |